# 2705 Wu
2705 Wu eller 1980 TD4 är en asteroid i huvudbältet som upptäcktes den 9 oktober 1980 av den amerikanska astronomen Carolyn S. Shoemaker vid Palomar-observatoriet. Den är uppkallad efter Sherman S. C. Wu.
Den tillhör asteroidgruppen Flora.